# (1529) Oterma
(1529) Oterma ist ein Asteroid des Hauptgürtels, der am 26. Januar 1938 von dem finnischen Astronomen Yrjö Väisälä in Turku entdeckt wurde.
Der Name des Asteroiden wurde zu Ehren der finnischen Astronomin Liisi Oterma gewählt.